# Naissance en 1391
Naissance
- 1387
- 1388
- 1389
- 1390
- 1391
- 1392
- 1393
- 1394
- 1395

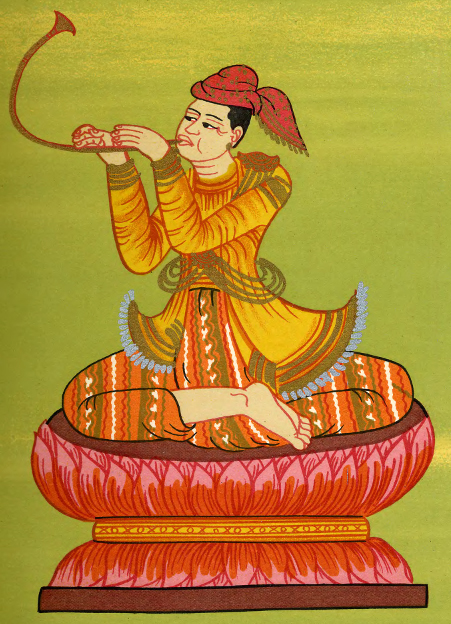
Minyekyawswa, né en 1391.

Cette page dresse une liste de personnalités nées au cours de l'année 1391  :
- septembre : Minyekyawswa, prince birman du royaume d'Ava.
- 31 octobre : Édouard Ier, roi de Portugal et des Algarves.
- 6 novembre : Edmond Mortimer, 5e comte de March, 7e comte d'Ulster.

- Abû Fâris `Abd al-`Azîz al-Mutawakkil, 18e sultan hafside de Tunis.
- Astorgio Agnensi, cardinal italien.
- Jacques II de Bourbon-Preaux, seigneur de Thury, de Préaux et d'Argies, puis baron de Thury, de Combles et de Puisieux en Artois.
- Jeanne de France, duchesse consort de Bretagne.
- Gedündub, premier dalaï-lama du Tibet.
- Shō Chū, roi de Ryūkyū.

## Crédit d'auteurs
- Cet article est partiellement ou en totalité issu de l'article intitulé « 1391 » (voir la liste des auteurs).